# Miedwiedickij
Miedwiedickij (ros. Медведицкий) – osiedle typu miejskiego w Rosji, w obwodzie wołgogradzkim, w rejonie żyrnowskim. W 2010 liczyło 1298 mieszkańców.